# Christian de Bonchamps
Christian de Bonchamps (Le Mans, 15 de junio de 1860 - París, 9 de diciembre de 1919) fue un explorador y administrador colonial francés.

## Biografía
Fue hijo de Edmond Henri de Bonchamps, oficial de caballería en Argelia, y Jenny de la Porte Thebaudière. Se casó en diciembre de 1907 con Andrée Grouillard. Sirvió como oficial de caballería en Francia y durante varios años viajó al Canadá a cazar en las Montañas Rocosas.
De 1890 a 1892, sirvió como segundo al mando de la Misión Geográfica Internacional del Alto Katanga, dirigida por el canadiense William Grant Stairs. La misión estaba promovida por Leopoldo II de Bélgica, gobernante del Estado Libre del Congo y partió de la ciudad de Bagamoyo, en la costa este de África. Luego siguieron el lago Tanganica y en diciembre de 1891 llegaron a Katanga, donde se apoderaron de la capital del sultán M'Siri, al que decapitaron. Stairs enfermó de malaria y entonces de Bonchamps se hizo cargo de la expedición. Regresaron a la costa oriental africana siguiendo el curso del Zambeze y en el vapor que descendía por el río, Stairs sufrió otro ataque de malaria, muriendo en junio de 1892. De Bonchamps regresó a Marsella en julio de 1892. 
En 1894, de Bonchamps entró en la administración colonial de Costa de Marfil y en 1897 fue enviado a Etiopía, recibiendo el encargo de ir al encuentro de la misión de Jean-Baptiste Marchand. En la expedición participaron también el naturalista Charles Michel-Côte, el ingeniero de minas Léon Bartholin y el pintor Maurice Potter. Tras salir de Yibuti, se dirigieron a Adís Abeba y llegaron a la localidad de Goré en junio de 1897, donde se unieron a la expedición del capitán Clochette. Tras el fallecimiento de Clochette en agosto, las dos misiones se fusionaron, pero los líderes etíopes paralizaron su avance durante varios meses. En noviembre de 1897 partieron de nuevo, cruzaron las marismas de Baro y llegaron, tras grandes dificultades, a la confluencia del Baro y el Adjouba a finales de diciembre de 1897. No lograron contactar con la misión de Marchand y decidieron regresar, llegando a Yibuti en julio de 1898. Si bien no pudieron prestar asistencia a la misión de Marchand, consiguieron valiosa de información sobre el oeste de Etiopía y las llanuras del Nilo. 
Posteriormente, de Bonchamps ocupó cargos en la administración colonial en Brazzaville, en Costa de Marfil y en la Somalilandia francesa. Terminó su carrera residiendo en 1911 en el África Occidental Francesa.